# Wrecking Ball (Miley Cyrus)
Wrecking Ball è un singolo della cantante statunitense Miley Cyrus, pubblicato il 25 agosto 2013 come secondo estratto dal quarto album in studio Bangerz.

## Descrizione
Il brano, una power ballad pop rock, è stato scritto da Lukasz Gottwald, Maureen Anne McDonald, Stephan Moccio, Sacha Skarbek e Henry Russell Walter. Come dichiarato dall'autore britannico Skarbek, la canzone era stata originariamente pensata da lui e Dr. Luke per Beyoncé. La produzione del brano è stata curata da Gottwald e Walter Russell, noti con i loro nomi d'arte, Dr. Luke e Cirkut. Si tratta di una power ballad con la voce "angosciante" della Cyrus, che racconta di un amore finito, con possibili allusioni alla relazione intercorsa fra la cantante e l'attore Liam Hemsworth.
L'inserimento del brano nell'album era già stato confermato nel luglio 2013, durante un'intervista rilasciata al sito web Idolator. Miley Cyrus ha dichiarato in seguito che il brano traeva ispirazione dagli OneRepublic e dalle ballate prodotte da Timbaland.

## Pubblicazione
Reso disponibile a partire dal 25 agosto 2013 in contemporanea con l'inizio del pre-ordine di Bangerz, il brano è stato inizialmente messo in commercio come singolo promozionale dell'album. Successivamente, visto il grande successo di vendite, è stato pubblicato come secondo singolo dopo la hit estiva We Can't Stop. Il brano è stato reso disponibile inizialmente per l'airplay negli Stati Uniti, e nel mese di ottobre è stato pubblicato anche come singolo digitale e fisico nel Regno Unito.
Wrecking Ball ha debuttato al cinquantesimo posto nella Billboard Hot 100 ed è risultato essere la più alta nuova entrata della settimana.

## Video musicale
Il video è stato reso disponibile attraverso il canale Vevo della cantante il 9 settembre 2013. È stato diretto dal fotografo di moda Terry Richardson che ha familiarizzato con scatti irriverenti, e girato a luglio 2013 a Los Angeles. Il video ruota attorno alla sola Miley Cyrus. In alcune scene del video, si tiene a cavalcioni su una palla da demolizione che ha devastato le pareti: prima in slip, top bianchi e un paio di Dr. Martens 1490 bordeaux, poi si dondola nuda tra le macerie con i soli anfibi ai piedi.
A 24 ore dalla pubblicazione, il video è stato visto 19,3 milioni di volte, diventando così il videoclip più visto in 24 ore su un canale Vevo, seguito da Can't Remember to Forget You, singolo di Shakira in collaborazione con Rihanna che è stato visto più di 17,1 milioni di volte. Il 24 settembre 2013 l'artista ha pubblicato la versione censurata del video, che mostra solo il primo piano della cantante in lacrime tramite i canali Vevo e YouTube.
Madeline Boardman di The Huffington Post ha dichiarato che nel video «Miley Cyrus offre una sfaccettatura più vulnerabile di se stessa». James Montgomery, in un articolo per MTV, ha affermato che «il momento più sbalorditivo del suo nuovo video è quello più spontaneo cioè quando nella scena d'apertura la bella Miley Cyrus è concentrata sulla telecamera e una sola lacrima le cola sul viso e canta solamente» e che «è un'immagine che richiama alla mente il celebre video Nothing Compares 2 U di Sinéad O'Connor e comincia con la sua semplicità». Ha anche dichiarato che il video «è un cambio di programma innovativo che farebbe tacere i detrattori della cantante... o perlomeno comunicarci che la ragazza sa deliziarci con la sua voce piuttosto che con la sua capacità di fare twerk».
Jason Lipshutz ha dichiarato in un articolo per Billboard che «il momento più sconvolgente del video arriva dopo 75 secondi, quando Miley Cyrus dondola nuda su una palla da demolizione e pronuncia il ritornello della ballata pop».
Il videoclip è stato premiato come video dell'anno agli MTV Video Music Awards 2014.

## Accoglienza
Il brano ha ricevuto recensioni piuttosto positive da parte dei critici musicali. La testata Complex ha scritto: «Questo brano sembra essere molto personale per una giovane artista come Miley Cyrus per la maniera davvero appassionata con cui la ragazza viene a contatto con l'amore e la rottura di una storia» e lo ha definito una «cesura radicale» con il «contenuto spensierato» di We Can't Stop. Marah Eakin di The A.V. Club definì il brano una «solida ballata» e lo definì «una My Heart Will Go On dei giorni nostri che narra di un amore giovanile che si sbriciola ed è destinato a finire». Kitty Empire di The Guardian sostenne che «la sezione di brani tristi di Bangerz vale quasi tutto il disco», menzionando in quella lista anche Wrecking Ball. Evan Sawdey di PopMatters, sebbene lo abbia definito «prevedibile», scrisse del brano come «il tipo di classica canzone pop ad ampia diffusione che mostra come costruire magistralmente la sezione prima del ritornello, che in sé è la parte che picchia duro».
Jon Dolan di Rolling Stone scrisse che si tratta del classico brano che «[si alimenta] di quella voracia e di quella confusione proprie del passaggio alla maturità pop». Heather Phares di AllMusic ha definito il brano come il migliore dell'album, mentre Robert Copsey di Digital Spy mise in discussione la scelta di pubblicare una ballata, in contrasto con «gli exploits provocanti» della cantante, ma lodò il brano scrivendo: «è la prova che c'è del metodo dietro alla follia». Joseph Atilano del Philippine Daily Inquirer lodò i testi, che giudicò sentiti, ma ritenne la produzione «relativamente più debole» rispetto alle precedenti pubblicazioni della cantante. Mikael Wood del Los Angeles Times scrisse che con questo brano Miley Cyrus dimostra di «non essere meramente un automa che fa twerking e fa scandalo [...] Il suo cantato palpita di un apparente groviglio di sentimenti», ma trovò strano che il testo parlasse della fine della relazione con Hemsworth dal momento che Cyrus si dimostrò pubblicamente menefreghista.
Nel 2014 la rivista statunitense Billboard la elesse la miglior canzone dell'anno passato, inserendola al primo posto di una classifica che includeva brani come Best Song Ever degli One Direction, Applause di Lady Gaga, Timber di Pitbull e Kesha e Just Give Me a Reason di Pink e Nate Ruess.

## Tracce
Download digitale
1. Wrecking Ball – 3:43

CD singolo (Germania)
1. Wrecking Ball (Album Version) – 3:45
2. Wrecking Ball (Instrumental Version) – 3:44

## Successo commerciale

### Nord America
Prima che venisse pubblicato come singolo, Wrecking Ball ha debuttato nella classifica canadese alla 44ª posizione. La settimana seguente, il brano è arrivato ad occupare il decimo posto. Dopo essere sceso alla ventinovesima posizione, Wrecking Ball ha raggiunto il primo posto con una vendita pari a 58 000 copie vendute.
Wrecking Ball ha debuttato al cinquantesimo posto nella Billboard Hot 100 ed è risultato essere la più alta nuova entrata della settimana. Nel primo giorno dalla sua pubblicazione, il brano ha venduto 90 000 download. La settimana seguente, il brano è arrivato ad occupare il 14º posto con una vendita pari a 201 000 copie. Nella sua terza settimana di presenza, Wrecking Ball è sceso alla 22ª posizione nella Billboard Hot 100 con una vendita digitale pari a 116 000 download. La settimana seguente, il brano è salito di ventuno posizioni, ed è arrivato direttamente alla prima posizione con 477 000 download digitali, diventando così il primo singolo nella carriera della cantante a raggiungere tale posizione ed ha mantenuto il primo posto anche la settimana successiva (301 000 copie, – 36%). Dopo essere stato superato dalla hit Royals di Lorde (che ha mantenuto il primo posto per nove settimane consecutive), Wrecking Ball è tornato ad occupare la prima posizione nella Billboard Hot 100, diventando il singolo ad occupare il primo posto con più settimane di distacco dalla prima volta.

## Classifiche

### Classifiche settimanali
| Classifica (2013) | Posizione massima |
| ----------------- | ----------------- |
| Australia         | 2                 |
| Austria           | 2                 |
| Belgio (Fiandre)  | 4                 |
| Belgio (Vallonia) | 5                 |
| Bulgaria          | 1                 |
| Canada            | 1                 |
| Danimarca         | 4                 |
| Finlandia         | 9                 |
| Francia           | 2                 |
| Germania          | 6                 |
| Irlanda           | 2                 |
| Italia            | 3                 |
| Libano            | 1                 |
| Lussemburgo       | 3                 |
| Norvegia          | 2                 |
| Nuova Zelanda     | 2                 |
| Paesi Bassi       | 13                |
| Polonia           | 4                 |
| Regno Unito       | 1                 |
| Repubblica Ceca   | 2                 |
| Slovacchia        | 5                 |
| Slovenia          | 5                 |
| Spagna            | 1                 |
| Stati Uniti       | 1                 |
| Svezia            | 3                 |
| Svizzera          | 5                 |

### Classifiche di fine anno
| Classifica (2013) | Posizione |
| ----------------- | --------- |
| Canada            | 33        |
| Italia            | 38        |
| Stati Uniti       | 18        |
| Classifica (2014) | Posizione |
| Italia            | 73        |

### Classifiche di fine decennio
| Classifica (2010-19) | Posizione |
| -------------------- | --------- |
| Stati Uniti          | 99        |